# Pierre Lirawa
Pierre Lirawa, né le 1er janvier 1972 à Dana dans l'arrondissement de Yagoua, le département du Mayo Danay dans la région de l’Extrême-Nord du Cameroun, est un homme politique camerounais et maire de la commune de Yagoua.

## Biographie

### Origines et formation
Né à Dana, Pierre Lirawa fait ses études primaires à l'école publique de Dana où il obtient son CEPE en 1985, il obtient son BEPC en 1990, puis 1992 admis au  probatoire et en 1993 le baccalauréat au lycée classique de Yagoua.
Après ses études secondaires, il poursuit ses études supérieures à l'université de Ngaouderé ou il obtient sa licence en 1996, sa maîtrise en 1997. Puis il va poursuivre à l'université de Yaoundé I où il obtient son DEA-BPV en 2001.
En 2001, il passe son DIPES II en biologie et est également titulaire d'un master II BV obtenu en 2012 à l'université de Maroua.
Il est professeur du lycée au lycée Meiganga, délégué départemental des transports du Donay de mai 2008 à mai 2013 et de mai 2013 à décembre 2017, il a occupé les mêmes fonctions dans le Logone et Chari et est remis au ministère des enseignements secondaires le 27 juin 2018.

### Carrière politique
Pierre Lirawa est président de la Commission du Développement Economique Local au sein du conseil municipal du Cameroun et membre du parti politique RDPC. Magistrat de la commune de Yagoua, il est élu au cours d'un scrutin électoral où il l'emporte avec 21 voix et est élu maire de Yagoua par arrêté contestant l'élection du maire de Yagoua et ses adjoints à l'issue du scrutin du 9 février 2020.